# Британська елітна ліга
Британська елітна ліга (англ. Elite Ice Hockey League) — щорічні хокейні змагання в Великої Британії, які проводяться з 2003 року.

## Історія
- 1982–1996: Британська хокейна ліга
- 1996–2003: Британська хокейна суперліга
- з 2003: Британська елітна ліга

Британська елітна ліга створена в 2003 році на зміну Британський хокейній суперлізі, до неї увійшли три клуби з Британської хокейної ліги, три клуби з Суперліги та дві нові команди. Нижчими рівнями британського хокею відтепер є Англійська національна хокейна ліга та Шотландська національна ліга.
Старт сезону 2020-21 спочатку був запланований 15 вересня 2020 року але через пандемію COVID-19 відтермінували на невизначений час.
Надалі розробили план про скорочений сезон, який мав розпочатись на початку січня 2021 але і цей проєкт відклали, цього разу через можливі фінансові проблеми.
У лютому 2021 року було прийнято рішення про скасування турніру.
У березні 2021 року, ліга оголосила, що чотири англійські команди (Ковентрі, Манчестер, Ноттінгем та Шеффілд) візьмуть участь у лізі в період з квітня по травень 2021 та проведуть між собою 24 гри на «Моторпойнт Арена Шеффілд» у Шеффілді, два найкращих клуби за підсумками цих матчів проведуть між собою фінальну серію плей-оф.

## Клуби
| Клуб                | Заснований | Місто     | Арена                    | Місткість | Роки в БЕЛ |
| ------------------- | ---------- | --------- | ------------------------ | --------- | ---------- |
| «Белфаст Джаєнтс»   | 2000       | Белфаст   | Одіссей                  | 7,200     | 2003–      |
| «Глазго Клан»       | 2010       | Глазго    | Брехед Арена             | 3,750     | 2010–      |
| «Кардіфф Девілс»    | 1986       | Кардіфф   | Кардіфф Арена            | 2,500     | 2003–      |
| «Ковентрі Блейз»‎    | 2000       | Ковентрі  | СкайДом Арена            | 3,600     | 2003–      |
| «Данді Старс»       | 2001       | Данді     | Данді Айс Арена          | 3,300     | 2010–      |
| «Гілфорд Флеймс»    | 1992       | Гілфорд   | Гілфорд Спектрум         | 2,200     | 2017–      |
| «Файф Флаєрс»       | 1938       | Керколді  | Файф Айс Арена           | 4,280     | 2011–      |
| «Манчестер Сторм»   | 2015       | Манчестер | Олтрінгем Айс Дом        | 2,100     | 2015–      |
| «Ноттінгем Пантерс» | 1946       | Ноттінгем | Нешінал Айс Центр        | 7,500     | 2003–      |
| «Шеффілд Стілерс»   | 1991       | Шеффілд   | Моторпойнт Арена Шеффілд | 8,500     | 2003–      |

### Колишні клуби
| Клуб                 | Заснований | Місто                         | Арена                                  | Місткість | Роки в БЕЛ |
| -------------------- | ---------- | ----------------------------- | -------------------------------------- | --------- | ---------- |
| «Бейзінстоук Байсон» | 1988       | Бейсінгстоук                  | Сілвердоум Арена                       | 1,800     | 2003–2009  |
| «Единбург Кепіталс»  | 1998       | Единбург                      | Мюррейфілд Айс Рінк                    | 4,800     | 2005–2018  |
| «Галл Стінгрейс»‎     | 2003       | Кінгстон-апон-Галл            | Галл Арена                             | 3,000     | 2006–2015  |
| «Лондон Рейсерс»‎     | 2003       | Лондон (Волтем-Форест)        | Лі Веллі Айс Центр                     | 1,200     | 2003–2005  |
| «Манчестер Фінікс»   | 2003       | Манчестер / Олтрінгем         | Манчестер Арена / Олтрінгем Айс Дом    | 2,150     | 2003–2009  |
| «Ньюкасл Вайперс»‎    | 2002       | Ньюкасл-апон-Тайн / Вітлі Бей | Метро Радіо Арена / Вітлі Бей Айс Рінк | 3,000     | 2005–2011  |

## Зведена таблиця
| Сезон   | Чемпіон регулярного сезону               | Переможець плей-оф  | Кубок Виклику       | Британський Нокаут Кубок | 20/20 Хокей Fest  |
| ------- | ---------------------------------------- | ------------------- | ------------------- | ------------------------ | ----------------- |
| 2003–04 | «Шеффілд Стілерс»                        | «Шеффілд Стілерс»   | «Ноттінгем Пантерс» | –                        | –                 |
| 2004–05 | «Ковентрі Блейз»‎                         | «Ковентрі Блейз»‎    | «Ковентрі Блейз»‎    | –                        | –                 |
| 2005–06 | «Белфаст Джаєнтс»                        | «Ньюкасл Вайперс»   | «Кардіфф Девілс»    | «Шеффілд Стілерс»        | –                 |
| 2006–07 | «Ковентрі Блейз»‎                         | «Ноттінгем Пантерс» | «Ковентрі Блейз»‎    | «Кардіфф Девілс»         | –                 |
| 2007–08 | «Ковентрі Блейз»‎                         | «Шеффілд Стілерс»   | «Ноттінгем Пантерс» | «Ковентрі Блейз»‎         | –                 |
| 2008–09 | «Шеффілд Стілерс»                        | «Шеффілд Стілерс»   | «Белфаст Джаєнтс»   | «Белфаст Джаєнтс»        | –                 |
| 2009–10 | «Ковентрі Блейз»‎                         | «Белфаст Джаєнтс»   | «Ноттінгем Пантерс» | –                        | «Шеффілд Стілерс» |
| 2010–11 | «Шеффілд Стілерс»                        | «Ноттінгем Пантерс» | «Ноттінгем Пантерс» | –                        | «Брехед Клан»     |
| 2011–12 | «Белфаст Джаєнтс»                        | «Ноттінгем Пантерс» | «Ноттінгем Пантерс» | –                        | –                 |
| 2012–13 | «Ноттінгем Пантерс»                      | «Ноттінгем Пантерс» | «Ноттінгем Пантерс» | –                        | –                 |
| 2013–14 | «Белфаст Джаєнтс»                        | «Шеффілд Стілерс»   | «Ноттінгем Пантерс» | –                        | –                 |
| 2014–15 | «Шеффілд Стілерс»                        | «Ковентрі Блейз»‎    | «Кардіфф Девілс»    | –                        | –                 |
| 2015–16 | «Шеффілд Стілерс»                        | «Ноттінгем Пантерс» | «Ноттінгем Пантерс» | –                        | –                 |
| 2016–17 | «Кардіфф Девілс»                         | «Шеффілд Стілерс»   | «Кардіфф Девілс»    | –                        | –                 |
| 2017–18 | «Кардіфф Девілс»                         | «Манчестер Сторм»   | «Кардіфф Девілс»    | –                        | –                 |
| 2018–19 | «Белфаст Джаєнтс»                        | «Кардіфф Девілс»    | –                   | –                        | –                 |
| 2019–20 | –                                        | –                   | «Шеффілд Стілерс»   | –                        | –                 |
| 2020–21 | Сезон скасовано через пандемію COVID-19. |                     |                     |                          |                   |
| 2021–22 | «Белфаст Джаєнтс»                        | «Кардіфф Девілс»    | «Белфаст Джаєнтс»   | –                        | –                 |
| 2022–23 | «Белфаст Джаєнтс»                        | «Белфаст Джаєнтс»   | «Белфаст Джаєнтс»   | –                        | –                 |
| 2023–24 | «Шеффілд Стілерс»                        | «Шеффілд Стілерс»   | «Шеффілд Стілерс»   | –                        | –                 |
| 2024–25 | «Белфаст Джаєнтс»                        | «Ноттінгем Пантерс» | «Белфаст Джаєнтс»   | –                        | –                 |